# 동해 향운암 소장 천지명양수륙잡문
동해 향운암 소장 천지명양수륙잡문(東海 香雲庵 所藏 天地冥陽水陸雜文)은 대한민국 강원특별자치도 동해시, 향운암에 있는 조선시대의 책이다. 2015년 11월 6일 강원특별자치도의 문화재자료 제167호로 지정되었다.

## 개요
책은 수륙무차평등재 때에 필요한 문(文), 표장(表章), 방(榜) 등의 여러 가지 문식(文式)들을 모아 정리한 불교의례서이다. 천지명양수륙잡문의 원본은 중국의 소연(蕭衍)이 지은 򰡔수륙의문(水陸儀文)이며, 1303년 원나라 무외(無外)가 이를 완보(補完)하였다. 수륙의문은 '자기(仔夔)'ㆍ'지반(志槃)'ㆍ'중례(中禮)'ㆍ'결수(結手)'라 하였다. 우리나라에 유입된 연대는 알 수 없으나 '자기'ㆍ'지반'ㆍ'중례'ㆍ'결수' 등은 각각 모두 간본(刊本)이 있었다. 1463년(세조 9)년 중국에서 구하여 1464년 주자(鑄字)로 수십건을 인출하고 어찰(御刹)에 하사하여 봉행토록 하였다. 성종조에는 금강산 표훈사에 수륙재를 설치하여 낙성한 일도 있었다. 연산조에는 천지명양수륙잡문의 간본이 너무 적어 안타깝게 여기던 중 성종의 계비였던 자순대비 윤씨(1462~1530)가 내탕금을 들여 목활자를 만들고, 200건을 간행하기도 하였으며, 그 후로도 수차례 더 간행되었던 듯하다.
향운암 소장 수륙잡문은 내용으로 볼 때 발원자 이의동(李義同:?~?)이 통훈대부 이수천(李壽千:1524~1594) 등 수십인의 시주를 받고, 성일(性一:?~?)선사 등이 서사(書寫)한 것을 정언(信正:?~?)선사 등이 판각하여 간행한 목판본임을 알 수 있다. 간기가 없어 어느 시기에 어느 사찰에서 간행되었는지는 알 수 없으나, 시주질에 나타나는 이수천과 전유(田裕:?~?) 등의 생몰년과 판식 등으로 볼 때 임진왜란 이전에 간행되었을 것으로 추정된다

## 지정 사유
임진왜란 이전인 성종연간(1479~1494)에 왕실과 사찰 등에서 간행된 희소 전적이며 강원도 동해안지역에서 설행되던 수륙재의 작법 등이 수록되어 있어 희소가치뿐만 아니라 한국불교사ㆍ서지학 연구 등 학술적 자료로서 중요한 가치를 지니고 있다는 점에서 지정 보존가치가 있다.

## 참고 자료
- 동해 향운암 소장 천지명양수륙잡문 - 국가유산청 국가유산포털